# Ouratea cernuiflora
Ouratea cernuiflora là một loài thực vật có hoa trong họ Ochnaceae. Loài này được Sandwith mô tả khoa học đầu tiên năm 1943.